# Pogány
Pogány  (kroatisch Pogan) ist eine ungarische Gemeinde im Kreis Pécs im Komitat Baranya.

## Geografische Lage
Pogány liegt elf Kilometer südöstlich des Komitatssitzes und der Kreisstadt Pécs an dem See Pogány-tó. Nachbargemeinden sind Pécsudvard, Szőkéd, Szalánta und Kökény.

## Geschichte
Pogány wurde 1181 erstmals urkundlich erwähnt. Im Jahr 1913 gab es in der damaligen Kleingemeinde 194 Häuser und 968 Einwohner auf einer Fläche von 2089 Katastraljochen. Sie gehörte zu dieser Zeit zum Bezirk Pécs im Komitat Baranya.

## Sehenswürdigkeiten
- Evangelische Kirche mit separatem Glockenturm
- 1956er-Denkmal
- Römisch-katholische Kirche Béke Királynője
- Weltkriegsdenkmal

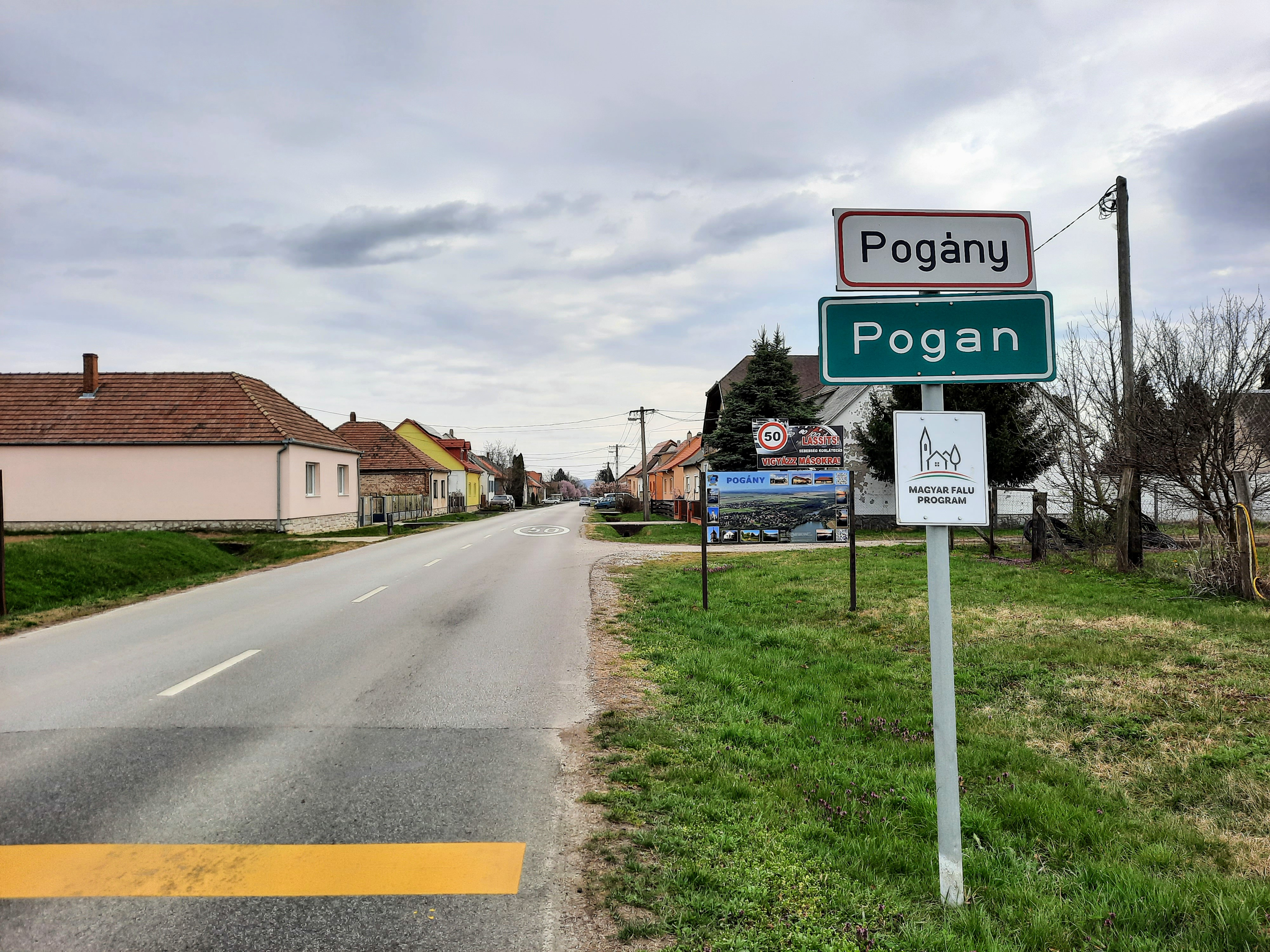
Ortseingang von Pogány
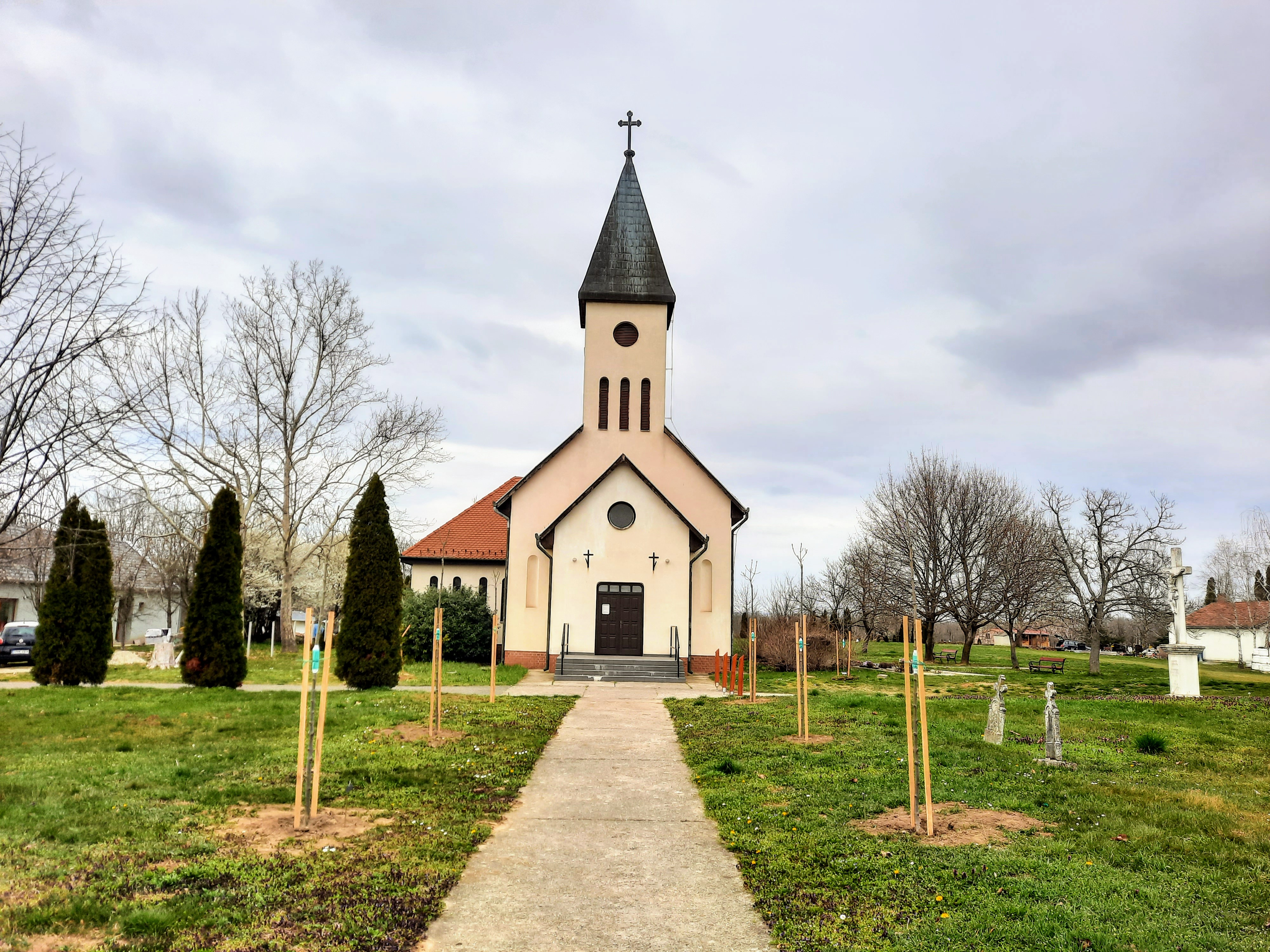
Römisch-katholische Kirche Béke Királynője
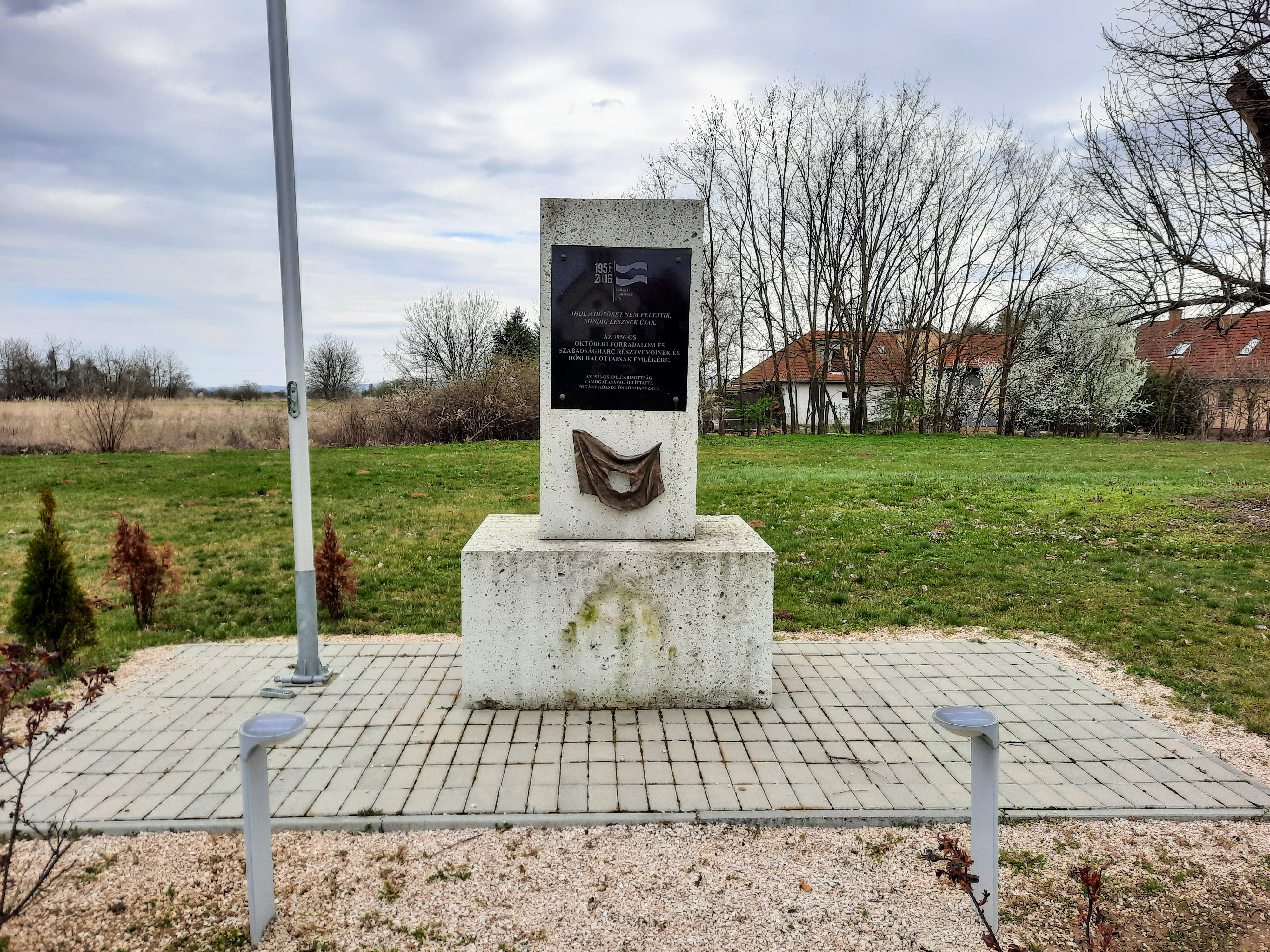
1956er-Denkmal

## Verkehr
Pogány ist nur über die Nebenstraße Nr. 57126 zu erreichen, westlich des Ortes verläuft die  Hauptstraße Nr. 58. Es bestehen Busverbindungen in die Innenstadt von Pécs. Der nächstgelegene Bahnhof befindet sich nordöstlich in Pécsudvard.  Direkt westlich der Ortschaft liegt der Flughafen Pécs-Pogány.